# Шьода Кохо
Шьода Кохо (庄田耕峯, 25 вересня 1877 — 1 липня 1924) — японський художник та гравер, активний у періоди Мейджі та Тайшьо.
Справжнє ім'я — Шьода Кан. Народився в Токіо. Після закінчення середньої школи став учнем Оґата Ґекко і вивчав портрети красунь та історичних персонажів. Створював ілюстрації для газети "Чую шімбун" (中央新聞).
Шьода брав участь у японській виставці образотворчого мистецтва (日展, Ніттен) у 1907 році, де отримав бронзову медаль. Співпрацював із відомим видавцем Хасеґава Такеджіро і створював роботи в жанрі шін-ханґа.
В останні роки життя переїхав у Камі-неґіші, район Шитая (зараз — район Тайто). У цей період він активно писав кьйока.